# Trefoldighedskirken (Karlskrona)
 For alternative betydninger, se Trefoldighedskirken (flertydig). (Se også artikler, som begynder med Trefoldighedskirken)
Trefoldighedskirken (svensk:Trefaldighetskyrkan, også Tyska kyrkan) er en kirke i Karlskrona, Blekinge län i Sverige. Den ligger syd for Stortorget i bymidten, er tegnet af Nicodemus Tessin den yngre og blev opført i perioden 1697-1709. Barokkirken er en ottekantet centralkirke med kuppeltag, og mod torvet er der en stor portico med fire søjler. Stilen, særligt kuplen, har Pantheon i Rom som forbillede. Kirken har siden 1998 sammen med Flådehavnen Karlskrona været optaget på UNESCOs Verdensarvsliste.

## Historie
Da Karlskrona blev grundlagt i 1680 var der behov for megen arbejdskraft til opførelsen af byen. I de første år flyttede mange tyskere til byen, og de måtte i de første årtier holde egne gudstjenester i Hedvig Eleonora kirke, en midlertidig trækirke som byens svenske sogn havde opført. I 1689 begyndte tyskerne at overveje, at få egne kirkelokaler og den 17. oktober samme år gav kongen tilladelse til at de dannede deres eget sogn. Den 3. juni 1697 blev kirkens første grundsten lagt, men først i 1709 var byggeriet nået så langt, at kirken kunne indvies, hvilket skete 27. juni samme år. Der gik yderligere 40 år, før byggeriet var fuldendt.
Under den store brand i Karlskrona i 1790 brændte kirken og kun murene stod tilbage. Kirkerummet blev genopbygget efter de oprindelige tegninger, men kuplen blev gjort lavere, tegnet af Olof Tempelman. Malerier og træskulpturer blev udført af Johan Törnström.
Fordi kirken oprindelig var det tyske sogns kirke, kaldes den også Tyska kyrkan. Den tyske sogn blev i 1847 optaget i Karlskronas stadsförsamling (sogn).

## Orgelet
Trefaldighetskyrkans orgel blev bygget i 1827 af Per Zacharias Strand. Mellem 1861 og 1865 blev orgelet renoveret af Andreas Jönsson i Hjortsberga, i 1905 og 1934 af Åkerman & Lund i Sundbyberg, samt i 1961-1962 af Bröderna Moberg i Sandviken.

## Galleri
- Wikimedia Commons har flere filer relateret til Trefoldighedskirken (Karlskrona)

- Orgelet
- Interiør
- Kuplen
- Alteret
- Døbefonten
- Prædikestolen

56°9′38″N 15°35′9″Ø / 56.16056°N 15.58583°Ø